# 청두 판다 연구기지

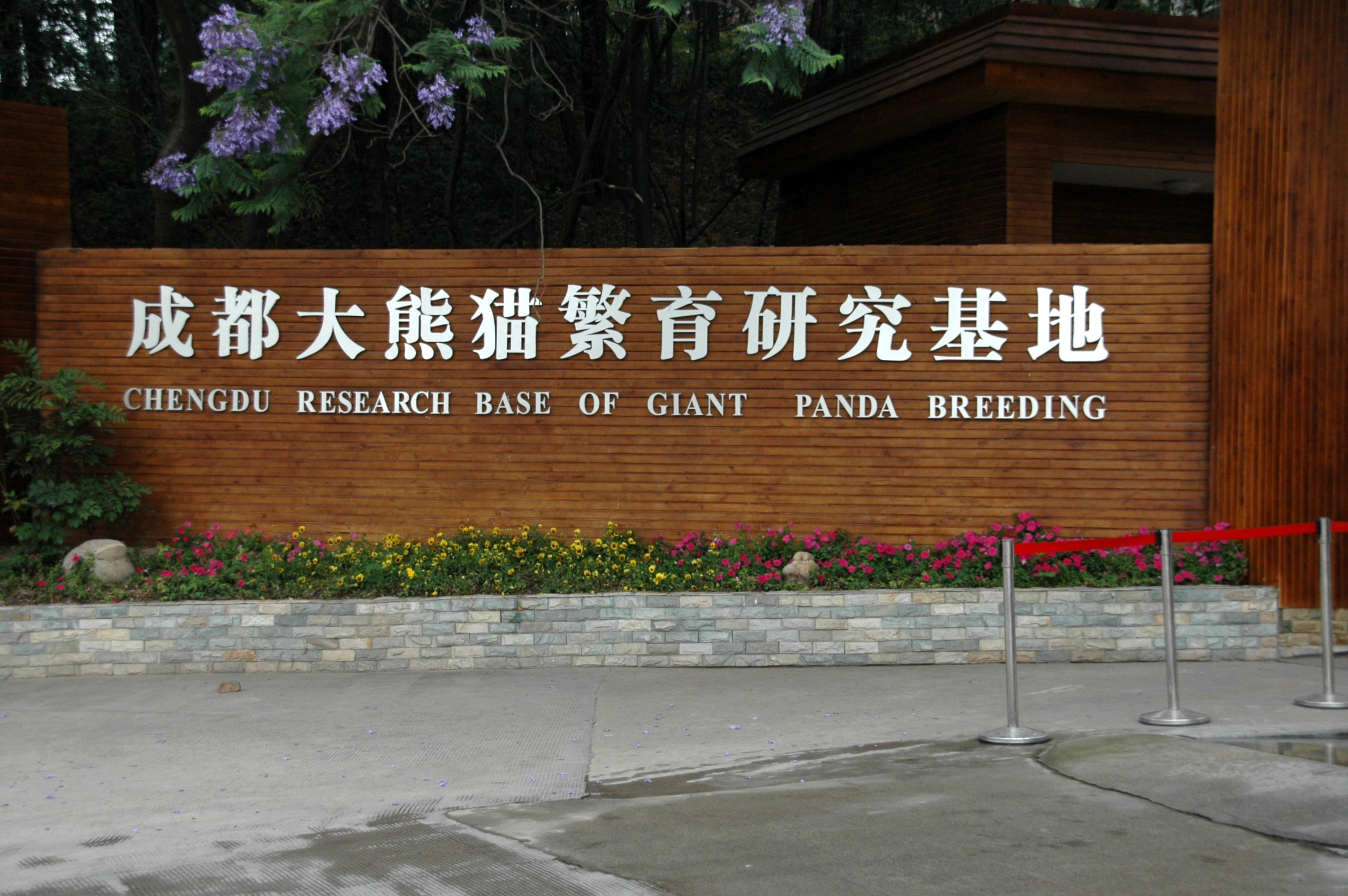
청두 판다 연구기지 입구

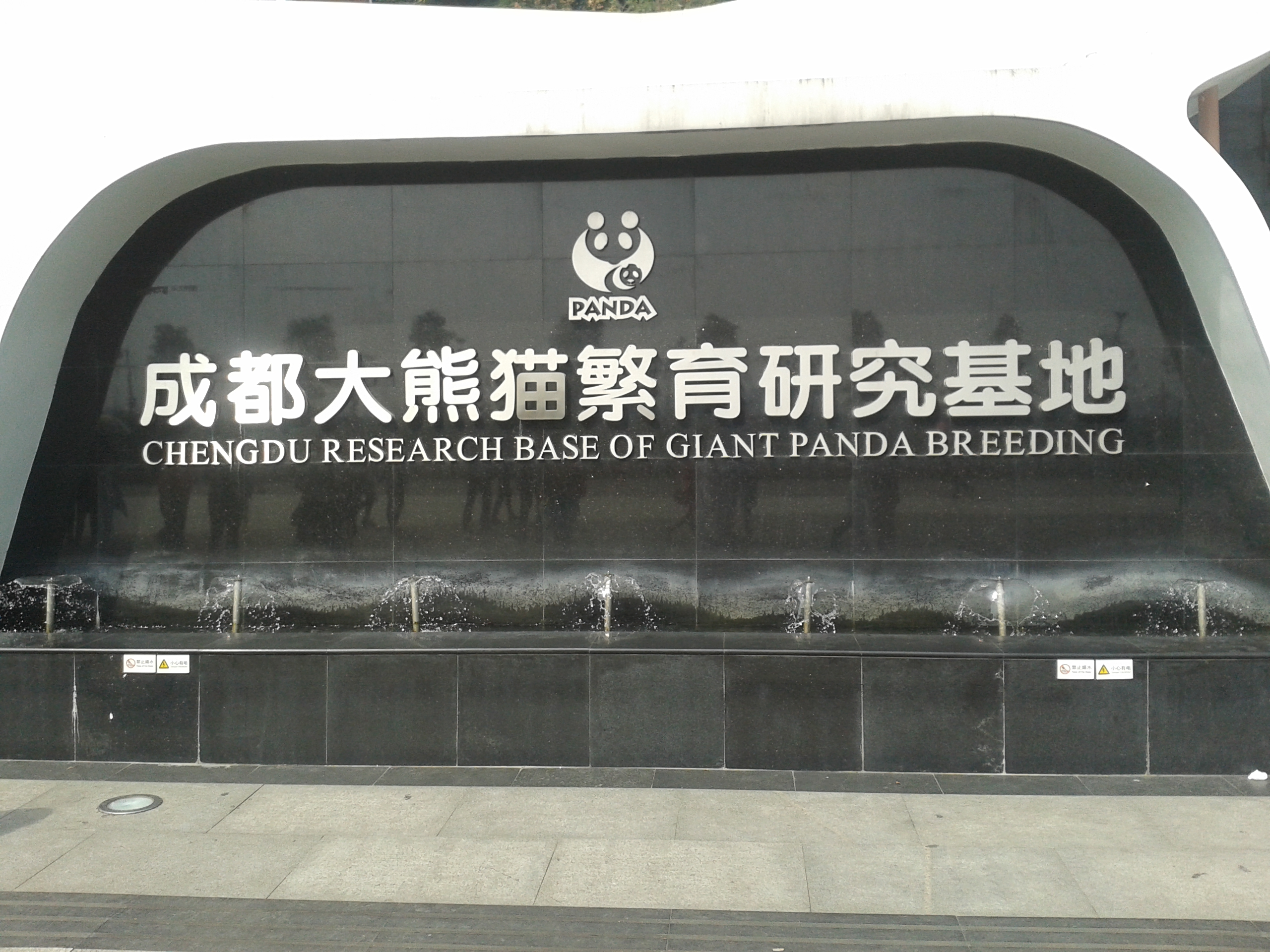
청두 판다 연구기지 연구소

청두 판다 연구기지(중국어 간체자: 成都大熊猫繁育研究基地, 정체자: 成都大熊貓繁育研究基地)는 중국 쓰촨성 청두시에 위치한 판다를 보호하고 번식시키기 위한 곳이다. 이 기지의 총면적은 1,020m2로 세계에서 가장 큰 인공 판다 번식장이다. 한해 관광객 50만 명 정도로 인기 높은 관광지이기도 하다.
1987년 3월에 설립된 이래 자연으로 돌려보내기 어려운 판다 6마리를 보호하는 사업부터 시작했다. 2011년에는 총 172마리의 판다가 번식했다. 판다는 개체 수가 적고 사육법이 까다로워 판다에게 적합하게 서식지를 조성하여 판다를 기르며 관찰과 연구를 통해 판다의 혈통을 이어가는 역할을 한다. 이러한 노력으로 이곳에는 대부분 인공 수정된 판다 100여 마리가 살아가고 있다.

## 인공 번식 연구
판다는 번식력이 매우 낮아 야생 상태에 그냥 놔두면 멸종 위기에 처하기 때문에 판다의 번식율을 높이기 위해 많은 노력을 기울이고 있다. 이곳에서 세계 최초로 쌍둥이 판다가 태어나기도 했고 냉동 정액을 이용한 시험관 인공 번식도 성공했다.

## 논란

### 학대
사육사 3명이 아기 판다 두 마리를 바닥에 던지고 질질 끌고 가는 등으로 다루는 장면이 공개되었다. 이에 사육사들은 "방 안으로 들어가기 힘들어 어쩔 수 없었다"고 설명했다. 2018년 무렵 이곳을 방문한 관광객들은 눈 주위 검은점이 하얗게 변한 2살의 판다 사진을 게시했고 이에 관광객들을 중심으로 판다 학대 사건 논란이 커지자 센터는 "판다 샤오가 왕성한 식욕을 가지고 있으며 건강에 이상이 없다"고 설명했다.

### 안전성
2019년 2월 9일, 한 어린이가 판다 생태공원의 울타리를 넘어 우리로 추락하는 사고가 발생했는데 관계자의 안일한 태도로 논란이 커졌다. 사건이 벌어진 현장은 울타리 높이 1m 안팎으로 어린아이들이 충분히 드나들 수 있는 정도였다.

## 같이 보기
- 인공번식
- 워룽 자연 보호구